# Anneliese Bulling
Anneliese Bulling (asszonynevén: Anneliese Gutkind; Nordenham, 1900. április 21. – Philadelphia, 2004. február 9.) német–amerikai sinológus, művészettörténész.

## Élete és munkássága
Anneliese Bulling egy nagymúltú, német földbirtokos család sarja. Édesapja Henry Bulling (1858-1940), bankár, édesanyja, pedig Anna Umbsen (1867-1955) volt. 1927-ben férjhez ment, ám a házasságát hamarosan fel is bontották. Ezt követően a Berlini Egyetemen tanult művészettörténetet és sinológiát, többek között Erich Haenischnél. 1935-ben diplomázott a kínai építészettel kapcsolatos diplomamunkájával, és még ebben az évben Londonba emigrált élettársával – későbbi férjével – a zsidó származású Erwin Gutkind (1886–1968) építésszel.
1947-ben a cambridgei Newnham College szerzett doktori fokozatot a Representational Art in the Han Period című disszertációjával. Bulling kutatási területe a kínai művészettörténet volt, különösen az építészet és az iparművészet kutatásának terén ért el jelentősebb eredményeket. Kidolgozott egy érdekes elméletet is, amely szerint a kínai írásjegyek neolitkori csillagászati naptár-szimbólumokra vezethetők vissza.
1956-ban Gutkind és Bulling már férj-feleségként vándoroltak ki az Egyesült Államokba, ahol Bulling a Philadelphiai Egyetem professzora lett. 2004-ben, 103 éves korában hunyt el.

## Főbb művei

### Könyvek
- The Chinese architecture of the Han period to the end of the T'ang period. Lyon, 1935
- The Meaning of China's most ancient kind. Leiden, 1952
- The Decoration of Mirrors of the Han Period: A Chronology. Ascona: Artibus Asiae, 1960

### Cikkek
- Neolithic symbol and the purpose of art in China. In: The Burlington Magazine 82, 1943, pp. 91–101.
- Bulling Gutkind, Annelise (1972. szeptember 1.). „Archaeological Excavation in China, 1949-1966”. UPENN Expedition Magazine. [2015. szeptember 7-i dátummal az eredetiből archiválva]. (Hozzáférés: 2014. május 23.)
- Bulling, Anneliese (1951. május 1.). „‘Late Zhou and Han Art at the British Museum'”. British Museum 93 (578).